# Moszkva története

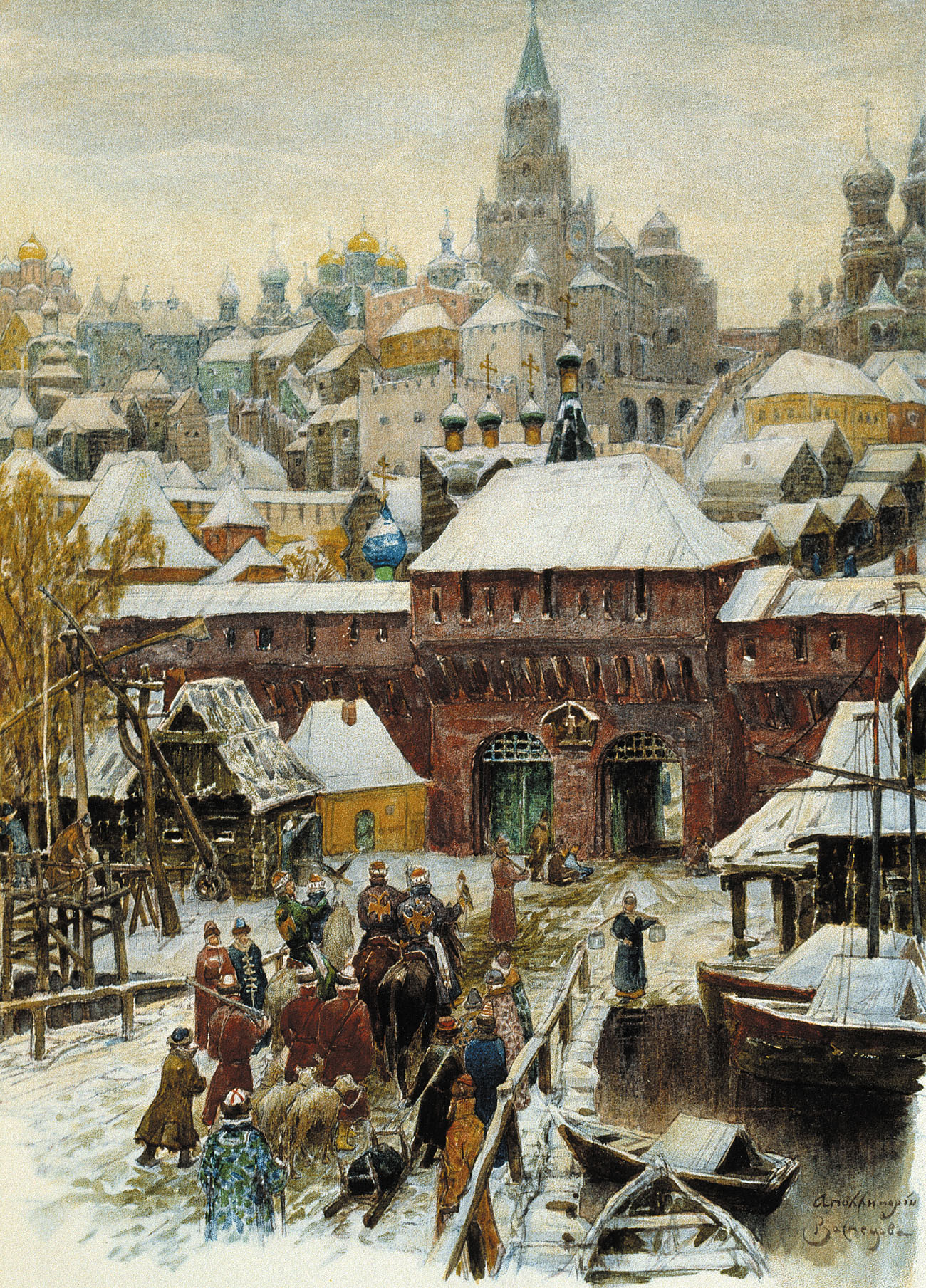
Moszkva a 17. század végén. Apollinarij Vasznyecov festménye

Moszkva története az újkőkorszakban kezdődik, a nevét azonban 1147-ben említik először, alapítójának Jurij Dolgorukijt tartják. Történelme folyamán többször is hódítások célpontja volt, a tatárok, III. Zsigmond lengyel király, Napóleon Bonaparte és a második világháborúban a náci Németország is megkísérelte elfoglalni. A 19. században polgári városként említett Moszkva a Szovjetunió megalakulásával ipari munkásvárossá alakult.

## Őskor és Ókor
A mai Moszkva területén már az újkőkorszakban is éltek, az első települések mintegy háromezer évvel ezelőtt jelentek meg itt. I. sz. az első évezred második felében szláv törzsek foglalták el a területet.

## Középkor
A várost 1147-ben említik először, ekkor kicsi, jelentéktelen település volt, lakói a finnugor népcsoportok közé tartozó meriák voltak. 1156-ban Jurij Dolgorukij fejedelem cölöpökkel és vizesárokkal vette körül a várost. Ennek ellenére 1177-ben a várost elfoglalták, felgyújtották és lakóit lemészárolták. 1237-38-ban a tatárok pusztították el. Ezután újra felépült, és egy független fejedelemség fővárosa lett.

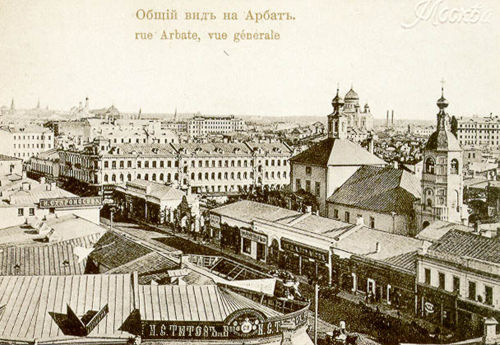
Az Arbat utca 1900 körül

1300-ban Moszkva fejedelme Daniel Alekszandrovics volt, Alekszandr Nyevszkij fia, a Rurik-dinasztia tagja. A város gyorsan nőtt, köszönhetően annak az előnynek, hogy közel feküdt a Volga folyóhoz. 1304-ben Daniel fia, az Arany Horda támogatásával uralkodó Moszkvai Jurij, valamint öccse és utóda, I. Iván győztes háborúinak köszönhetően bővítették a Moszkvához tartozó területeket.
Az Arany Horda kánjai eleinte megpróbálták kisebbíteni Moszkva jelentőségét, de amikor a Litván Nagyfejedelemség Oroszország riválisa lett, a kán igyekezett megerősíteni Moszkvát, ami lassan egész Oroszország legjelentősebb városa lett. 1480-ban III. Ivánnak sikerült megszabadulnia a tatár befolyástól, és Moszkva egy egyre növekvő birodalom fővárosa lett, ekkortájt épült a Kreml, valamint számos védelmi épület és kolostor (például a Novogyevicsi kolostor), és ebben a korszakban adták ki az első orosz nyelvű könyvet, Ivan Fjodorov Apostol című munkáját.
A későbbi cárok, például Rettegett Iván uralkodása alatt a birodalom, bár növekedett, lassan hanyatlásnak indult. 1571-ben a krími tatárok elfoglalták és felégették Moszkvát. 1610 és 1612 között a lengyel-litván seregek elfoglalták a várost, mikor uralkodójuk, III. Zsigmond megpróbálta megszerezni az orosz trónt. 1612-ben Nyizsnyij Novgorod és más orosz városok népe fellázadt a lengyel hódítók ellen, elfoglalták a Kremlt és megölték a hódítókat.

## A Romanov-dinasztia idején

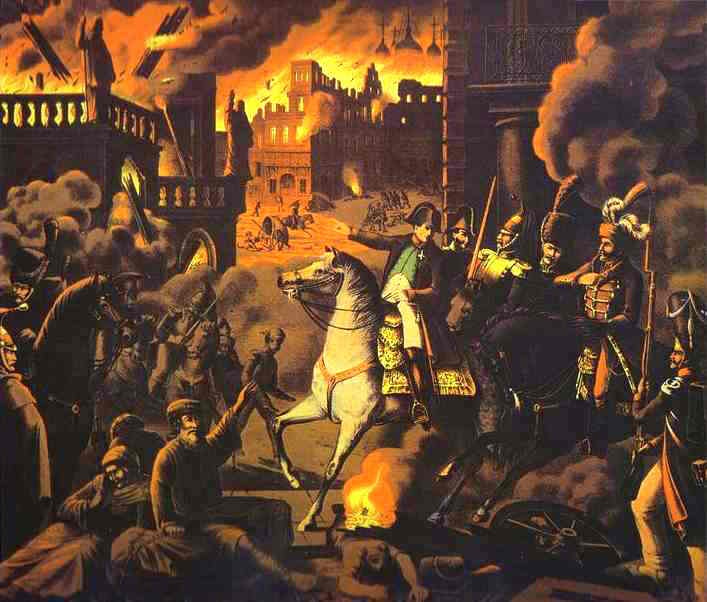
Napóleon Moszkvában. Ismeretlen festő műve, ca. 1820

1613-ban egy gyűlésen I. Mihályt választották cárrá. Vele kezdetét vette a Romanov-dinasztia uralma, ami több, mint háromszáz éven át tartott.
1703-ban, mikor Nagy Péter megalapította Szentpétervárt, Moszkva megszűnt főváros lenni, ám fejlődése nem állt meg. Kiadták az első orosz folyóiratot (Vedomosztyi) és 1755-ben megnyílt a Moszkvai Egyetem is, Matvej Kazakov és Vaszilij Bazsenov építészeknek köszönhetően kialakult a város építészeti arculata.
Mikor I. Napóleon seregei 1812-ben Moszkva felé közeledtek, nem messze tőle zajlott a borogyinói csata. A városlakók szeptember 14-én kiürítették és felégették a várost. Napóleon seregét annyira megviselte a hideg és az éhség, hogy vissza kellett vonulniuk. A város felszabadítása után elkezdődött az újjáépítés, ekkor épült például a Bolsoj és a Malij Színház, a Sándor-kert és az első moszkvai kórház. Megkezdődött a korábban feudális jellegű város polgárosodása. A vasút fejlődésének köszönhetően a század végére a város az ország második ipari központja lett, Szentpétervár után.
1852-ben megépült a Moszkvát Szentpétervárral összekötő távíróvonal, 1867-ben a város számos utcája gázlámpás világítást kapott, 1872-ben üzembe helyezték az első lóvasutakat (konyka). Az 1890-es években az első távolsági telefonvonalat is üzembe helyezték. A 19. század Moszkva fénykorát jelentette, számos világhírű író, költő és művész (Puskin, Csehov, Tolsztoj, Gogol, Levitan) élt és munkálkodott a városban.

## 20. és 21. század
1905 januárjában Alekszandr Adrianovot nevezték ki Moszkva első polgármesterévé. Az 1917-es forradalom után Lenin az esetleges idegen megszállástól tartva Szentpétervár helyett újra a határtól távolabb eső Moszkvát tette meg fővárosnak (1918. március 5.).
Vasúti csomópontként Moszkva – Leningráddal és Kijevvel együtt – a német offenzíva egyik stratégiai célpontja volt a második világháború alatt. 1941 novemberében a német csapatok egészen a város széléig eljutottak, a moszkvai csatában azonban megfutamították őket.
A Szovjetunió első éveiben a jobb megélhetés reményében számos paraszt vándorolt a falvakból Moszkvába, ahol szakképzetlen munkaerőként gyárakban és építkezéseken dolgoztak - ez megváltoztatta a város addigi polgári arculatát és Moszkva munkásvárossá vált, egyre szaporodtak a munkás-lakótelepek, a templomok nagy részét lerombolták vagy „közösségi házakká” alakították. Hruscsov idejében, az 1960-as években épült a legtöbb lakótelep, ahol kis lakásokban, egy szobában gyakran öt ember is lakott.
Az ezredfordulót követően, a második csecsen háború idején Moszkva a csecsen terroristák célpontjává vált. 2004. február 6-án egy metróállomáson bomba ölt meg legalább 40 embert, 2002 októberében pedig a Dubrovka színházban elkövetett merénylet következtében halt meg száznál is több ember.

## Külső hivatkozások
- A Wikimédia Commons tartalmaz Moszkva története témájú kategóriát.
- Moszkva története évszámokban (angolul)